# Melanagromyza gnaphalii
Melanagromyza gnaphalii är en tvåvingeart som beskrevs av Spencer 1981. Melanagromyza gnaphalii ingår i släktet Melanagromyza och familjen minerarflugor.
Artens utbredningsområde är Kalifornien. Inga underarter finns listade i Catalogue of Life.